# Корпорація «Святі мотори»
«Корпорація „Святі мотори“» (англ. Holy Motors) — французько-німецька фентезійна драма режисера Леоса Каракса (був також сценаристом), що вийшла 2012 року. У головних ролях Дені Лаван, Едіт Скоб.
Продюсерами стрічки були Мартін Маріньяк, Альберт Прево і Моріс Тінчан. Уперше фільм продемонстрували 23 травня 2012 року у Франції на Каннському кінофестивалі. В Україні в кінопрокаті прем'єра фільму відбулась 25 жовтня 2012 року.

## Сюжет
Месьє Оскар їде у лімузині, яким керує його подруга Селін. Робота Оскара нагадує акторську — він використовує грим, костюми, проте його не знімає камера. Він переходить від одного героя до іншого, змінюючи соціальні ролі: то він банкір, а потім жебрак, то найманий вбивця, а потім зразковий сім'янин. Проте насправді він дуже самотній і не зрозуміло, що він таке взагалі.

## У ролях
| Актор          | Персонаж                                          | Роль                                  |
| -------------- | ------------------------------------------------- | ------------------------------------- |
| Дені Лаван     | Месьє Оскар та інші (фр. Monsieur Oscar)          | актор, виступи якого не знімає камера |
| Едіт Скоб      | Селін (фр. Céline)                                | подруга і партнер Оскара              |
| Єва Мендес     | Кей Ем (фр. Kay M)                                |                                       |
| Кайлі Міноуг   | Єва Ґрейс (Жеан) (фр. Eva Grace (Jean))           |                                       |
| Мішель Пікколі | Людина з родимкою (фр. l'homme à la tâche de vin) |                                       |
| Жанна Діссон   | Анжель (фр. Angèle)                               |                                       |

## Сприйняття

### Критика
Фільм отримав позитивні відгуки: Rotten Tomatoes дав оцінку 91 % на основі 137 відгуків від критиків (середня оцінка 8,2/10) і 71 % від глядачів із середньою оцінкою 3,7/5 (9,886 голосів). Загалом на сайті фільм має позитивний рейтинг, йому зарахований «стиглий помідор» від кінокритиків і «попкорн» від глядачів, Internet Movie Database — 7,0/10 (17 937 голосів), Metacritic — 84/100 (34 відгуки критиків) і 7,8/10 від глядачів (66 голосів). Загалом на цьому ресурсі від критиків і від глядачів фільм отримав позитивні відгуки.
Анна Купінська в «Українська правда. Життя» поставила фільму 5/5, сказавши, що «Каракс створює сильне, переконливе і абсолютно непересічне кіно, яке довго не йде з голови і залишає по собі відчуття доторку до чогось святого. Або ж священного».

### Касові збори
Під час показу у США, що розпочався 17 жовтня 2012 року, протягом першого тижня фільм був показаний у 2 кінотеатрах і зібрав 18,866 $, що на той час дозволило йому зайняти 62 місце серед усіх прем'єр. Показ фільму протривав 103 дні (14,7 тижня) і завершився 27 січня 2013 року. За цей час фільм зібрав у прокаті у США 641,100 $, а у решті країн 983,798 $, тобто загалом 1,624,852 $ при бюджеті 5,1 млн $ (3,9 млн €).

### Нагороди і номінації[12]
| Рік  | Нагорода                             | Категорія                          | Номінант                                            | Результат  |
| ---- | ------------------------------------ | ---------------------------------- | --------------------------------------------------- | ---------- |
| 2012 | Каннський кінофестиваль              | Нагорода молодіжного журі          | Леос Каракс                                         | Перемога   |
| 2012 | Каннський кінофестиваль              | Золота пальмова гілка              | Леос Каракс                                         | Номінація  |
| 2012 | Міжнародний кінофестиваль у Чикаго   | Найкращий міжнародний фільм        | Леос Каракс                                         | Перемога   |
| 2012 | Міжнародний кінофестиваль у Чикаго   | Найкраща операторська робота       | Ів Кейп, Кароліна Шампетьє                          | Перемога   |
| 2012 | Міжнародний кінофестиваль у Чикаго   | Найкращий актор                    | Дені Лаван                                          | Перемога   |
| 2012 | Асоціація кінокритиків Лос-Анджелеса | Найкращий іноземний фільм          | Леос Каракс                                         | Перемога   |
| 2012 | Асоціація кінокритиків Лос-Анджелеса | Найкращий актор                    | Дені Лаван                                          | 2-ге місце |
| 2013 | Сезар                                | Найкращий фільм                    | Мартін Маріньяк та Моріс Тіншант, Леос Каракс       | Номінація  |
| 2013 | Сезар                                | Найкраща режисура                  | Леос Каракс                                         | Номінація  |
| 2013 | Сезар                                | Найкраща чоловіча роль             | Дені Лаван                                          | Номінація  |
| 2013 | Сезар                                | Найкраща жіноча роль другого плану | Едіт Скоб                                           | Номінація  |
| 2013 | Сезар                                | Найкращий оригінальний сценарій    | Леос Каракс                                         | Номінація  |
| 2013 | Сезар                                | Найкращий монтаж                   | Неллі Квета                                         | Номінація  |
| 2013 | Сезар                                | Найкраща операторська робота       | Кароліна Шампетьє                                   | Номінація  |
| 2013 | Сезар                                | Найкращі декорації                 | Флоріан Сансон                                      | Номінація  |
| 2013 | Сезар                                | Найкращий звук                     | Ерван Керзане, Жозефіна Родрігес та Еммануель Крозе | Номінація  |
| 2013 | Fotogramas de Plata                  | Найкращий іноземний фільм          | Леос Каракс                                         | Перемога   |
| 2013 | Асоціація кінокритиків Торонто       | Найкращий актор                    | Дені Лаван                                          | Перемога   |
| 2013 | Асоціація кінокритиків Торонто       | Найкращий режисер                  | Леос Каракс                                         | Номінація  |
| 2013 | Асоціація кінокритиків Торонто       | Найкращий іншомовний фільм         | стрічка                                             | Номінація  |
| 2013 | Товариство кінокритиків Ванкувера    | Найкращий іншомовний фільм         | стрічка                                             | Перемога   |